# Codru Lozova
Codru Lozova – mołdawski klub piłkarski, mający siedzibę w mieście Lozova, w środkowej części kraju. Obecnie występuje w Divizia Națională.

## Historia
Chronologia nazw:
- 2008: Codru Lozova

Klub Piłkarski Codru Lozova został założony w 2008 roku w miejscowości Lozova. Początkowo klub występował w rozgrywkach amatorskich. W sezonie 2014/15 drużyna startowała w Divizii B, natychmiast awansując z drugiego miejsca w grupie Centrum do Divizii A. W sezonie 2015/16 klub zajął 8.miejsce. Po 4 sezonach gry na drugim poziomie w 2018 roku zajął pierwsze miejsce w lidze i zdobył historyczny awans do najwyższej ligi, zwanej Divizia Națională.

## Barwy klubowe i strój
| Czerwony | Biały |

Klub ma barwy czerwono-białe, które są kolorami herbu klubu. Piłkarze domowe spotkania zazwyczaj grają w czerwonych koszulkach, czerwonych spodenkach oraz czerwonych getrach. Na wyjeździe korzystają z biało-czerwonego stroju.

## Sukcesy

### Trofea międzynarodowe
Nie uczestniczył w rozgrywkach europejskich (stan na 31-05-2018).

### Trofea krajowe
| \| \| Zdobyte trofea w rozgrywkach Mołdawii (stan na: 31-12-2018) \| |                                                             |      |                           |
| Rozgrywki                                                            | Osiągnięcie                                                 | Razy | Sezon(y)                  |
| Mistrzostwo                                                          | I miejsce                                                   | 0    |                           |
| Mistrzostwo                                                          | II miejsce                                                  | 0    |                           |
| Mistrzostwo                                                          | III miejsce                                                 | 0    |                           |
| Puchar                                                               | zdobywca                                                    | 0    |                           |
| Puchar                                                               | finalista                                                   | 0    |                           |
| Puchar                                                               | 1/8 finału                                                  | 3    | 2015/16, 2016/17, 2018/19 |
| II liga                                                              | I miejsce                                                   | 1    | 2018                      |
| II liga                                                              | II miejsce                                                  | 0    |                           |
| II liga                                                              | III miejsce                                                 | 0    |                           |
| Mołdawia                                                             | Zdobyte trofea w rozgrywkach Mołdawii (stan na: 31-12-2018) |      |                           |

- Divizia B Centru (D3):
  - wicemistrz (1): 2014/15

## Poszczególne sezony

### Rozgrywki międzynarodowe

#### Europejskie puchary
Nie uczestniczył w rozgrywkach europejskich (stan na 31-05-2018).

### Rozgrywki krajowe
| \| Mołdawia \| Bilans występów klubu w rozgrywkach piłkarskich Mołdawii (Stan na 31 grudnia 2018 r.) \| \| |                                                                                       |        |       |   |   |   |    |    |     |              |        |        |       |
| Poziom | Rozgrywki                                                                             | Sezony | Mecze | Z | R | P | B+ | B– | Pkt | Lata         | Awanse | Spadki | Naj.  |
| I | Divizia Națională                                                                     | 1      |       |   |   |   |    |    |     | od 2019      | 0      | 0      |       |
| II | Divizia A                                                                             | 4      |       |   |   |   |    |    |     | 2015/16–2018 | 1      | 0      | 1     |
| III | Divizia B                                                                             | 1      |       |   |   |   |    |    |     | 2014/15      | 1      | 0      | 2     |
| | Puchar                                                                                | 4      |       |   |   |   |    |    |     | od 2015/16   | 0      | 0      | 1/8 f |
| Mołdawia                                                                                                   | Bilans występów klubu w rozgrywkach piłkarskich Mołdawii (Stan na 31 grudnia 2018 r.) |        |       |   |   |   |    |    |     |              |        |        |       |

## Trenerzy
| Lp. | Imię i nazwisko  | Okres urzędowania | Okres urzędowania |
| --- | ---------------- | ----------------- | ----------------- |
| 1.  | ?                | 2008              | 2017              |
| ?.  | Valeriu Andronic | 01.01.2018        | obecnie           |

## Struktura klubu

### Stadion
Klub rozgrywa swoje mecze domowe na stadionie Stadionul CPTF (baza Zimbru) w Kiszyniowie, który może pomieścić 2 142 widzów i został wybudowany w 2008 roku. Własny stadion Stadionul Lozova w Lozovie (pojemność 1000 widzów) nie spełnia wymóg grania na najwyższym poziomie ligowym.

### Inne sekcje
Klub prowadzi drużyny dla dzieci i młodzieży w każdym wieku.

## Kibice i rywalizacja z innymi klubami

### Rywalizacja
Największymi rywalami klubu są zespoły z okolic.

### Derby
- Inter Strășeni